# HVC 127-41-330
HVC 127-41-330 – gazowa chmura HVC znajdująca się w pobliżu galaktyki karłowatej LGS 3. Chmura ta jest badana od lat 80. XX wieku.
Trzy liczby w nazwie obłoku to odpowiednio długość i szerokość galaktyczna na jakiej się znajduje oraz jego prędkość w kierunku Ziemi wyrażona w km/s. Obłok ten ma 20 000 lat świetlnych średnicy i znajduje się w odległości 2,3 miliona lat świetlnych od Ziemi.
HVC 127-41-330 budzi zainteresowanie astronomów, ponieważ okazuje się, że jego szybka rotacja nie doprowadza do jego rozpadu. Musi więc istnieć nieznane źródło energii utrzymujące obłok w całości. Z drugiej jednak strony masa gazowego obłoku jest zbyt mała, by mogły uformować się w nim gwiazdy. W 80% chmura ta składa się z ciemnej materii.
HVC 127-41-330 jest pierwszym odkrytym obłokiem HVC nie związanym z Drogą Mleczną lub jej satelitami.